# Charles Dufresny

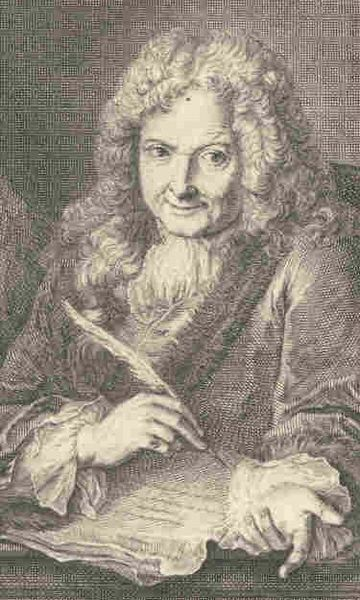
Charles Dufresny

Charles Dufresny lub du Fresny, sieur de La Riviere (z Fresny Pan La Riviere) lub Charles Riviere Dufresny (ur. 1648 w Paryżu, zm. 6 października 1724 tamże) – francuski dramatopisarz, muzyk, wydawca i dziennikarz, projektant krajobrazowych ogrodów francuskich.
Podawał się za potomka Belle Jardiniere z Anet (Pięknej ogrodniczki) metresy Henryka IV i stąd Charles miał mieć specjalne względy na dworze mogąc zacząć tam jako pokojowiec. Trzeba jednak zaznaczyć, że był chłopcem inteligentnym, elokwentnym i dowcipnym, stale też miał nowe pomysły więc w naturalny sposób stał się ulubieńcem Ludwika XIV. Właśnie raczej tym specyficznym właściwościom umysłu należy przypisywać różne lukratywne przywileje jakie otrzymywał. Nie dorobił się jednak większego majątku gdyż swoje dochody trwonił na liczne zachcianki i realizację ryzykownych pomysłów. Miał ich mnóstwo, ale brak mu było wytrwałości. Jeszcze od Ludwika XIV uzyskał przywilej zorganizowania manufaktury do kręcenia lodów. Dostał też przywilej na wydawanie Mercure de France i był jego redaktorem w latach 1710-1713 oraz 1721-1724. Podobno jeszcze jako pokojowiec rysował projekty ogrodów i Ludwik XIV ze względu na talent nazywał go rysownikiem królewskich ogrodów. Jednak co do talentu są pewne wątpliwości. Zachował się jeden projekt ogrodu, pierwotnie przypisywany Le Nôtre’owi oceniany jako nieudolny i nieumiejętnie sklecony z kilku części. Faktem jest, że kilka miesięcy przed śmiercią Le Nôtre’a dostał pozwolenie przygotowania ogrodu według swego projektu. Jego własna, samodzielna realizacja ogrodu przypadła do gustu królowi i zwiedzającym. W efekcie, wokół Paryża powstało jeszcze kilka innych, tego typu małych ogrodów. Mimowolnie Dufresny znalazł się nurcie dającym początek nowemu stylowi w ogrodnictwie.
Miał liczne długi i doszło do tego, że w pewnym momencie zabrakło mu pieniędzy na spłatę swojej praczki. Wówczas funkcjonowała instytucja więzienia z długi, chcąc go uniknąć musiał się z nią ożenić. Była drugą żona Dufresny’ego a małżeństwo nie było udane – nie dość, że zawarte pod przymusem, to jeszcze wybranka okazała się kapryśna i wymagająca. Ta „przygoda” stała się ogólnie znana i Lesage wykorzystał ją jako motyw w powieści Le Diable boiteux oraz komedii J.M. Dechampsa pt. Charles Riviere Dufresny, ou le marriage impromptu. Później motyw ten był wielokrotnie powtarzany w wielu wodewilach i komediach.
Regent, Filip II Burbon-Orleański usiłował poprawić położenie Dufresny’ego, darując mu 200 tys. Livrów, jednak podarunek przypadł na okres reformy pieniądza Lawa i wszystko przepadło.
Dufresny nauczony doświadczeniem miał do majątku dość filozoficzny stosunek. W Amusements sérieux et comiques (1707) pisał: Wygnany banita przez swe pokorne podporządkowanie budzi ludzkie współczucie i szereg względów, w interesach walka jest twarda i bezlitosna, sprawiając ból jednym, sprawiamy tym samym radość innym.
Jego nieuporządkowane życie znalazło odzwierciedlenie w twórczości literackiej. Prawdopodobnie więcej szczegółów ze swego życia Dufresny zawarł w noweli Amusemens sérieux et comiques (1699, 1707) skąd Montesquieu czerpał natchnienie do swoich Listów perskich.
Być może dlatego, że Dufresny nie potrafił nic zrobić porządnie do końca, w jego pisarstwie ważną rolę odgrywał jego przyjaciel Regnard, który prawdopodobnie łączył w całość jego pomysły i wystawiał. Na tym tle doszło do nieporozumienia. Dufresny sprzedał Attendez-moi sous l'orme (przynajmniej pomysł) i gdy Regnard zrobił swoje przedstawienie Le Joueur oskarżył go o kradzież pomysłu, czym narobił niepotrzebnego zamieszania. W efekcie obrażony Regnard wyjechał z Paryża i otruł się w swoim zamku (fakt ten tłumaczy się też jako samowolne leczenie bez konsultacji z lekarzem).

## Twórczość
Dufresny pisał komedie oryginalne, żywe i pełne polotu, więc nic dziwnego, że były one chętnie wystawiane przez Comédie-Italienne w Paryżu (1692-1697) oraz przez Comédie-Française (1692-1721).
Do jego komedii zalicza się:
- L'Opéra de campagne (1692)
- Le Négligent (1692)
- Les fées, ou Contes de ma mere l'oye (1697)
- Le Chevalier joueur (1697)
- La Malade sans maladie (1699)
- La Noce interrompue (1699)
- L'Esprit de contradiction (1700)
- Le Double Veuvage (1701)
- Le Faux Honnete-Homme (1703)
- Le Jaloux honteux (1708)
- La Joueuse (1709)
- La Coquette de village, ou Le lot supposé (1715)
- Le Dédit (1719)
- La Réconciliation normande (1719)
- Le Mariage fait et rompu, ou l'hôtesse de Marseille (1721)
- Le Faux Sincere (1731)

Dufresny jest także autorem nowel Le Puits de la vérité, histoire gauloise (1698), Nouvelles historiques (1692) oraz Poésies diverses. Większą część jego Ouvres choisies połączono w 6 tomowy zbiór z lat 1731,1747, 1779.
Auger wydał w dwóch tomach jego dzieła wybrane w 1801 r. natomiast ostatnie pełne wydanie sześciotomowego Théâtre (1731) ukazało się w 1881 r. Z tego zbioru do szczególnie udanych należy zaliczyć L'Esprit de contradiction (1700), Le Double Veuvage (1701), La Joueuse (1709), La Coquette de village (1715), La Réconciliation normande (1719) oraz Le Marriage fait et rompu (1721).